# Annie Haynes
Annie Haynes (1865-1929) fue una escritora británica de novelas de misterio.

## Biografía
Annie Haynes nació en Ashby-de-la-Zouch, Leicestershire, Reino Unido, en 1865. Se sabe muy poco de su vida. Tras ser abandonados por el padre, su familia residió en la casa de campo de los Beaumont, Coleorton Hall (en Coalville, condado de Webster).
En 1908 ya se encuentra en Londres, donde quería emprender una carrera literaria, habiendo entrado en contacto con Ada Heather-Bigg, destacada líder feminista en esos momentos. Interesada por las novelas de detectives y por las materias relacionadas con el crimen y la psicología criminal, visitaba los lugares donde se habían cometido asesinatos o asistía a los juicios.
En 1923 publica su primera novela, The Bungalow Mystery, que fue un gran éxito. Escribió al menos doce novelas. La última de ellas, The Crystal Beads Murder, publicada después de su muerte, fue terminada por «una de las amigas» de Haynes y se ha llegado a sospechar que pudiera ser Agatha Christie o Dorothy L. Sayers.
Con una enfermedad degenerativa y dolorosa desde 1914, fallecería en 1929.

## Obra

### Series
Protagonizadas por el Inspector Furnival
- The Abbey Court Murder (1923)
- The House in Charlton Crescent (1926) (Publicado en español: Asesinato en Charlton Crescent. Morcín (Asturias): Editorial dÉpoca, 2017).
- The Crow's Inn Tragedy (1927)

Protagonizadas por el Inspector Stoddart
- The Man with the Dark Beard (1928)
- The Crime At Tattenham Corner (1929)
- Who Killed Charmian Karslake? (1929)(Publicado en español: ¿Quién mató a Charmian Kaslake?. Sherlock Editores, 2018)
- The Crystal Beads Murder (1930)

### Otras novelas
- The Bungalow Mystery (1923)
- The Secret of Greylands (1924)
- The Blue Diamond (1925)
- The Witness on the Roof (1925)
- The Master of the Priory (1927)